# Šentjur na Polju
Šentjur na Polju – wieś w Słowenii, w gminie Sevnica. W 2018 roku liczyła 133 mieszkańców.